# 1899
| [ Edytuj tabelę ]              | |
| Król Polski (tytularny)        | - 1894 Mikołaj II Romanow 1917 |
| Emir Afganistanu               | - 1880 Abdur Rahman Chan 1901 |
| Współksiążęta Andory           | - 1879 Salvador Casañas i Pagès 1901 - 1895 Félix François Faure 1899 - 1899 Émile François Loubet 1906                           |
| Prezydent Argentyny            | - 1898 gen. Julio Argentino Roca 1904                                                                                             |
| Cesarz Austrii                 | - 1848 Franciszek Józef I 1916 |
| Król Bawarii                   | - 1886 Otto 1913 |
| Król Belgów                    | - 1865 Leopold II 1909 |
| Premier Belgii                 | - 1896 Paul de Smet de Naeyer 1899 - 1899 Jules Vandenpeereboom 1899 - 1899 Paul de Smet de Naeyer 1907                           |
| Prezydent Boliwii              | - 1896 Severo Fernández Alonso 1899 - 1899 Serapio Reyes Ortiz 1899 - 1899 Manuel Pando 1904                                      |
| Prezydent Brazylii             | - 1898 Manuel Ferraz de Campos Sales 1902                                                                                         |
| Sułtan Brunei                  | - 1885 Hashim Jalilul Alam Aqamaddin 1906                                                                                         |
| Car Bułgarii                   | - 1887 Ferdynand I Koburg 1918 |
| Premier Bułgarii               | - 1894 Konstantin Stoiłow 1899 - 1899 Dimityr Grekow 1899 - 1899 Todor Iwanczow 1901                                              |
| Prezydent Chile                | - 1896 Federico Errazuriz Echaurren 1901                                                                                          |
| Cesarz Chin                    | - 1875 Guangxu 1908 |
| Premier Czarnogóry             | - 1879 Božo Petrović-Njegoš 1905                                                                                                  |
| Król Czech                     | - 1848 Franciszek Józef I 1916 |
| Król Danii                     | - 1863 Chrystian IX 1906 |
| Premier Danii                  | - 1897 Hugo Egmont Hørring 1900                                                                                                   |
| Dalajlama                      | - 1876 Thubten Gjaco 1933 |
| Prezydent Dominikany           | - 1899 Juan Isidro Jimenes Pereyra 1902                                                                                           |
| Władca Egiptu                  | - 1892 Abbas II Hilmi 1914 |
| Premier Egiptu                 | - 1895 Mustafa Fahmi Pasza 1908                                                                                                   |
| Prezydent Ekwadoru             | - 1895 Eloy Alfaro 1901 |
| Cesarz Etiopii                 | - 1889 Menelik II 1913 |
| Prezydent Filipin              | - 1899 Emilio Aguinaldo 1901 |
| Prezydent Francji              | - 1895 Félix François Faure 1899 - 1899 Émile François Loubet 1906                                                                |
| Premier Francji                | - 1898 Charles Dupuy 1899 - 1899 Pierre-Marie-René Waldeck-Rousseau 1902                                                          |
| Król Grecji                    | - 1863 Jerzy I 1913 |
| Prezydent Gwatemali            | - 1898 Manuel Estrada Cabrera 1920                                                                                                |
| Prezydent Haiti                | - 1896 Tirésias Simon Sam 1902 |
| Prezydent Hawajów              | - 1894 Sanford B. Dole 1900 |
| Król Hiszpanii                 | - 1886 Alfons XIII 1931 |
| Premier Hiszpanii              | - 1897 Práxedes Mateo Sagasta 1899 - 1899 Francisco Silvela 1900                                                                  |
| Król Holandii                  | - 1890 Wilhelmina 1948 |
| Premier Holandii               | - 1897 Nicolaas Pierson 1901 |
| Prezydent Hondurasu            | - 1894 José Policarpo Bonilla Vásquez 1899 - 1899 Terencio Esteban Sierra Romero 1903                                             |
| Szach Iranu                    | - 1896 Mozaffar ad-Din 1907 |
| Król Irlandii                  | - 1837 Wiktoria Hanowerska 1901                                                                                                   |
| Cesarz Japonii                 | - 1867 Mutsuhito 1912 |
| Premier Japonii                | - 1898 Aritomo Yamagata 1900 |
| Kalif                          | - 1876 Abdülhamid II 1909 |
| Premier Kanady                 | - 1896 Wilfrid Laurier 1911 |
| Emir Kataru                    | - 1878 Kasim ibn Muhammad Al Sani 1913                                                                                            |
| Prezydent Kolumbii             | - 1898 Manuel Antonio Sanclemente 1900                                                                                            |
| Patriarcha Konstantynopola     | - 1897 Konstantyn V 1901 |
| Władca Korei                   | - 1863 Kojong 1907 |
| Prezydent Kostaryki            | - 1894 Rafael Yglesias Castro 1902                                                                                                |
| Emir Kuwejtu                   | - 1896 Mubarak 1899 |
| Prezydent Liberii              | - 1896 William Coleman 1900 |
| Książę Liechtensteinu          | - 1858 Jan II Dobry 1929 |
| Wielki książę Luksemburga      | - 1890 Adolf 1905 |
| Premier Luksemburga            | - 1888 Paul Eyschen 1915 |
| Sułtan Maroka                  | - 1894 Abd al-Aziz IV 1908 |
| Prezydent Meksyku              | - 1884 Porfirio Díaz 1911 |
| Książę Monako                  | - 1889 Albert I 1922 |
| Król Nepalu                    | - 1881 Prithvi 1911 |
| Premier Nepalu                 | - 1885 Bir Shumsher Jang Bahadur Rana 1901                                                                                        |
| Cesarz Niemiec                 | - 1888 Wilhelm II Hohenzollern 1918                                                                                               |
| Kanclerz Niemiec               | - 1894 Chlodwig Hochenlohe- -Schillingsfürst 1900                                                                                 |
| Prezydent Nikaragui            | - 1893 José Santos Zelaya 1909 |
| Król Norwegii                  | - 1872 Oskar II 1905 |
| Premier Nowej Zelandii         | - 1893 Richard Seddon 1906 |
| Sułtan Omanu                   | - 1888 Fajsal ibn Turki 1913 |
| Papież                         | - 1878 Leon XIII 1903 |
| Prezydent Paragwaju            | - 1898 Emilio Aceval 1902 |
| Prezydent Peru                 | - 1895 Nicolás de Piérola 1899 - 1899 Eduardo López de Romaña 1903                                                                |
| Król Portugalii                | - 1889 Karol 1908 |
| Król Prus                      | - 1888 Wilhelm II 1918 |
| Car Rosji                      | - 1894 Mikołaj II 1917 |
| Król Rumunii                   | - 1881 Karol I 1914 |
| Premier Rumunii                | - 1897 Dimitrie Sturdza 1899 - 1899 Gheorghe Cantacuzino 1900                                                                     |
| Król Saksonii                  | - 1873 Albert I Wettyn 1902 |
| Prezydent Salwadoru            | - 1898 Tomás Regalado 1903 |
| Kapitanowie Regenci San Marino | - 1898 Marino Borbiconi Francesco Marcucci 1899 - 1899 Gemino Gozi Giacomo Marcucci 1899 - 1899 Federico Gozi Silvestro Vita 1900 |
| Król Serbii                    | - 1889 Aleksander Obrenowić 1903                                                                                                  |
| Prezydent Szwajcarii           | - 1899 Eduard Müller 1899 |
| Król Szwecji                   | - 1872 Oskar II 1907 |
| Premier Szwecji                | - 1891 Erik Gustaf Boström 1900                                                                                                   |
| Król Tajlandii                 | - 1868 Chulalongkorn 1910 |
| Król Tonga                     | - 1893 Jerzy Tupou II 1918 |
| Premier Tonga                  | - 1893 Siosateki Veikune 1905 |
| Sułtan Turków                  | - 1876 Abdülhamid II 1909 |
| Prezydent Urugwaju             | - 1897 Juan Lindolfo Cuestas (p.o.) 1899 - 1899 José Batlle y Ordóñez (p.o.) 1899 - 1899 Juan Lindolfo Cuestas 1903               |
| Prezydent USA                  | - 1897 William McKinley 1901 |
| Prezydent Wenezueli            | - 1898 Ignacio Andrade 1899 - 1899 Cipriano Castro 1908                                                                           |
| Król Węgier                    | - 1848 Franciszek Józef I 1916 |
| Premier Węgier                 | - 1895 Dezső Bánffy 1899 - 1899 Kálmán Széll 1903                                                                                 |
| Monarcha Wielkiej Brytanii     | - 1837 Wiktoria 1901 |
| Premier Wielkiej Brytanii      | - 1895 Robert Gascoyne-Cecil 1902                                                                                                 |
| Król Włoch                     | - 1878 Humbert I 1900 |

Rok 1899 / MDCCCXCIX
stulecia: XVIII wiek ~
XIX wiek ~
XX wiek

dziesięciolecia:
1860–1869 •
1870–1879 •
1880–1889 •
1890–1899
• 1900–1909
• 1910–1919
• 1920–1929

lata: 1889 «
1894 «
1895 «
1896 «
1897 «
1898 «
1899
» 1900
» 1901
» 1902
» 1903
» 1904
» 1909

## Wydarzenia w Polsce
- 27 marca – w Warszawie założono pierwsze stowarzyszenie elektrotechniczne.
- 22 kwietnia – położono kamień węgielny pod budowę Hotelu Bristol w Warszawie.
- 12 maja – w Grudziądzu wyjechał na trasę pierwszy tramwaj elektryczny.
- 20 maja – została otwarta Kolej Nadzalewowa Elbląg–Braniewo[1].
- 31 maja – powstało Muzeum Historyczne Miasta Krakowa.
- 7 czerwca – uruchomiono KWK „Grodziec” w Będzinie.
- 20 czerwca – w Gdańsku otwarto nieistniejący już Continental Hotel.
- 15 lipca – odbył się ślub Józefa Piłsudskiego i Marii Juszkiewicz.
- Wrzesień – powstała największa w Polsce fabryka celulozy we Włocławku, która upadła w maju 1994 (Fabryka Celulozy – Włocławek).
- Październik – rada miejska w Bielsku opublikowała przygotowany przez Maxa Fabianiego plan regulacji urbanistycznej miasta.
- 25 października – otwarto linię kolejową Chabówka –Zakopane[1], jako odnogę od Kolei Transwersalnej umożliwiającą bezpośrednie połączenie kolejowe z Wiednia i Krakowa do Zakopanego.
- 1 listopada – otwarto linę kolejową Łeba–Lębork[1].
- 26 listopada – otwarto Muzeum Przemysłu Artystycznego i Starożytności we Wrocławiu.
- 22 grudnia – otwarcie linii kolejowej Stryj – Chodorów (dł. 40,64 km), należącej do Austriackich Linii Kolejowych.
- 23 grudnia – uruchomiono wodociągi miejskie w Grudziądzu.
- Wprowadzenie do szkół średnich obowiązkowych zajęć wychowania fizycznego i opieki lekarza szkolnego, na wniosek Henryka Jordana.
- Rozpoczęto wydawać w Łodzi pierwsze fachowe czasopismo medyczno-społeczno „Czasopismo Lekarskie”.

## Wydarzenia na świecie
- 17 stycznia – Wyspa Wake stała się terytorium zależnym Stanów Zjednoczonych.
- 19 stycznia – Wielka Brytania i Egipt podpisały konwencję o kondominium (wspólnych rządach) w Sudanie.
- 23 stycznia – Emilio Aguinaldo został pierwszym prezydentem Filipin.
- 4 lutego:
  - na Filipinach wybuchło antyamerykańskie powstanie pod wodzą Emilio Aguinaldo.
  - założono niemiecki klub piłkarski Werder Brema.
- 12 lutego – Hiszpania sprzedała Niemcom swoje kolonie na Pacyfiku – Karoliny, Mariany Północne i Palau.
- 16 lutego – założono islandzki klub piłkarski Reykjavíkur.
- 18 lutego – Émile François Loubet został prezydentem Francji.
- 2 marca – USA: w stanie Waszyngton utworzono Mount Rainier National Park.
- 6 marca – w Niemczech dokonano rejestracji aspiryny firmy Bayer.
- 8 marca – założono klub piłkarski Eintracht Frankfurt.
- 12 marca – Finlandia: na zamarzniętą powierzchnię Morza Bałtyckiego spadł meteoryt kamienny Bjurböle.
- 14 marca:
  - po ponad roku uwięzienia u wybrzeży Antarktydy statek badawczy „Belgica” został uwolniony przez załogę dzięki wykuciu kanału w lodzie.
  - w finale Pucharu Stanleya sezonu 1898/1899, Montreal Shamrock pokonał Queen’s University 6:2.
- 17 marca:
  - amerykański astronom William Henry Pickering odkrył Febe, jeden z księżyców Saturna.
  - po raz pierwszy wykorzystano łączność radiową do wezwania pomocy w sytuacji zagrożenia na morzu.
- 21 marca – Wielka Brytania i Francja zawarły konwencję rozgraniczającą ich terytoria w rejonie jeziora Czad i dorzeczu górnego Nilu.
- 27 marca – wojna filipińsko-amerykańska: zwycięstwo wojsk amerykańskich w bitwie nad rzeką Marilao.
- 29 marca – pionier radia Guglielmo Marconi dokonał pierwszego przekazu za pomocą telegrafu bezprzewodowego między Wielką Brytanią a kontynentem.
- 30 marca – 105 osób zginęło po zatonięciu brytyjskiego parowca SS „Stella” u wybrzeży Wysp Normandzkich.
- 31 marca:
  - francuski astronom Jérôme Eugène Coggia odkrył planetoidę (444) Gyptis.
  - w stolicy Jamajki Kingston wyjechał na trasę pierwszy tramwaj elektryczny.
- 1 kwietnia – na ulice Ołomuńca wyjechały pierwsze tramwaje elektryczne.
- 6 kwietnia – w Moskwie wyjechały na trasę pierwsze tramwaje elektryczne.
- 8 kwietnia – w USA wykonano karę śmierci na Marcie Place, pierwszej kobiecie straconej na krześle elektrycznym.
- 11 kwietnia – Stany Zjednoczone przejęły kontrolę nad Filipinami, Guamem i Portoryko.
- 23 kwietnia:
  - Gheorghe Cantacuzino został premierem Rumunii.
  - założono szwedzki klub piłkarski IFK Malmö.
- 29 kwietnia:
  - poświęcono cerkiew Objawienia Pańskiego w Petersburgu.
  - (lub 1 maja) Belg Camille Jenatzy jako pierwszy przekroczył na pojeździe elektrycznym La Jamais Contente barierę 100 km/h.
- 3 maja – w Budapeszcie został założony klub sportowy Ferencvárosi TC.
- 13 maja – założono brazylijski klub piłkarski Vitória Salvador.
- 14 maja – w Montevideo założono Club Nacional de Football.
- 18 maja – na filipińskiej wyspie Mindanao powstała Republika Zamboangi.
- 18 maja–29 lipca – międzynarodowa konferencja pokojowa w Hadze z udziałem 26 państw. Jej przedmiotem było ograniczenie zbrojeń w Europie. Utworzono Stały Trybunał Arbitrażowy.
- 1 czerwca – na ulice Uścia nad Łabą wyjechały pierwsze tramwaje elektryczne.
- 4 czerwca – w niemieckim Weimarze uruchomiono komunikację tramwajową.
- 12 czerwca – firma Renault zaprezentowała w Paryżu swój pierwszy pojazd, Typ A.
- 29 czerwca – uruchomiono komunikację tramwajową w czeskim Pilźnie.
- 11 lipca – został założony koncern motoryzacyjny FIAT.
- 29 lipca – podpisano trzy pierwsze konwencje haskie.
- 10 sierpnia – założono norweski klub piłkarski Viking FK.
- 13 września:
  - brytyjski geograf Halford John Mackinder dokonał pierwszego wejścia na górę Kenia.
  - pierwsza w historii amerykańska śmiertelna ofiara wypadku samochodowego: 68-letni agent nieruchomości Henry Bliss zginął potrącony na ulicy w Nowym Jorku.
- 19 września – prezydent Francji Émile François Loubet ułaskawił Alfreda Dreyfusa, skazanego niesłusznie za szpiegostwo na rzecz Niemiec.
- 11 października – wybuchła II wojna burska.
- 26 października – w Wiedniu odbyła się premiera operetki Wiedeńska krew Johanna Straussa (syna).
- 13 listopada – odbyło się pierwsze publiczne wykonanie hymnu Litwy.
- 23 listopada – II wojna burska: bitwa pod Belmont.
- 28 listopada – II wojna burska: zwycięstwo wojsk brytyjskich w bitwie nad Modder River.
- 29 listopada – został założony kataloński klub piłkarski (później sportowy) FC Barcelona.
- 10 grudnia – II wojna burska: zwycięstwo wojsk brytyjskich w bitwie pod Stormbergiem.
- 15 grudnia – II wojna burska: zwycięstwo wojsk burskich w bitwie pod Colenso.
- 16 grudnia – został założony włoski klub piłkarski A.C. Milan.
- 21 grudnia – ukazało się pierwsze wydanie rosyjskiego tygodnika ilustrowanego Ogoniok.
- 23 grudnia – Niemcy otrzymały koncesję na budowę kolei bagdadzkiej.
- 30 grudnia – w Glasgow otwarto stadion Ibrox Park.
- Podpisano umowę rosyjsko-angielską o delimitacji 2 sfer działalności (wpływów): sfera rosyjska na północ od Wielkiego Muru, sfera angielska na południe od Wielkiego Muru.
- Opublikowano książkę Th. Veblena (Norwega z pochodzenia) Teoria klasy próżniaczej.
- Wielka Brytania udzieliła Japonii dużej pożyczki. Rząd japoński przygotowywał się do ewentualnego konfliktu zbrojnego z Rosją.
- Argentyna wygrała spór z Chile o obszar Atakama i pozyskała terytorium Los Andes.
- W Windsorze zawarto tajny układ pomiędzy Wielką Brytanią a Portugalią. Zawierał brytyjskie gwarancje dla kolonii portugalskich oraz prawo tranzytu wojsk brytyjskich przez afrykańskie kolonie Portugalii.
- Zawarto trójstronny układ pomiędzy Argentyną, Brazylią i Chile o polubownym załatwianiu sporów i rozbrojeniu.
- W Szwecji utworzono pierwszą organizację spółdzielczą, która prowadziła działalność handlową oraz produkcyjną.
- Francja podpisała z Rosją konwencję militarną.
- Niemcy odkupiły od Hiszpanii pacyficzne archipelagi: Karoliny i Mariany.
- We Włoszech rozegrano 8 wyścigów samochodowych. 16-letni Ettore Bugatti, startujący na trójkołowym Prinetti-Stucchi odnosi wielki sukces wygrywając aż 4 wyścigi.
- Archipelag wysp Samoa podzielono pomiędzy USA i Niemcy.
- Automobilklub Francuski zorganizował najdłuższy z rozegranych wyścigów. 2173 km trasa Tour de France prowadziła dookoła kraju. Triumfował R.de Knyff kierujący samochodem Panhard.
- Bank Niemiecki powołał do życia konsorcjum dla finansowania poszukiwań złota w Afryce Południowej.

## Urodzili się
- 3 stycznia – Johan Hin, holenderski żeglarz, medalista olimpijski (zm. 1957)
- 4 stycznia:
  - Hakon Reuter, szwedzki żeglarz, olimpijczyk (zm. 1969)
  - Paweł Wybierski, polski działacz niepodległościowy i sportowy (zm. 1960)[2]
- 6 stycznia:
  - Alphonse Castex, francuski rugbysta, medalista olimpijski (zm. 1969)
  - Phyllis Haver, amerykańska aktorka (zm. 1960)
- 7 stycznia – Francis Poulenc, francuski kompozytor (zm. 1963)
- 8 stycznia – Rachel Mellon Walton, amerykańska filantropka (zm. 2006)
- 10 stycznia – Edward Turkington, amerykański urzędnik i sportowiec, medalista olimpijski (zm. 1996)
- 13 stycznia:
  - Lew Mechlis, radziecki działacz państwowy i partyjny (zm. 1953)
  - Wanda Gentil-Tippenhauer, polska malarka, miłośniczka Tatr i narciarstwa (zm. 1965)
  - Alfred Urbański, polski ekonomista, polityk, premier rządu RP na uchodźstwie (zm. 1983)
- 15 stycznia:
  - Julian Kubiak, polski działacz komunistyczny i związkowy, polityk, poseł na Sejm Ustawodawczy (zm. 1983)
  - Henryk Walczak, polski oficer i działacz niepodległościowy (zm. ?)
- 16 stycznia:
  - Stanisław Czernik, polski pisarz (zm. 1969)
  - Marian Metelski, kapitan piechoty Wojska Polskiego, kawaler Orderu Virtuti Militari, skaut, działacz niepodległościowy (zm. 1943)
- 17 stycznia – Al Capone, amerykański mafioso pochodzenia włoskiego (zm. 1947)
- 23 stycznia – Edward Rożnowski, polski kapitan rezerwy piechoty, działacz niepodległościowy, lekarz (zm. 1939)
- 29 stycznia – Anna Nowotny-Mieczyńska, polska profesor, biochemik i fizjolog roślin (zm. 1982)
- 31 stycznia – Helena Gasperska-Krygier, polska działaczka komunistyczna (zm. 1969)
- 7 lutego – René Crabos, francuski rugbysta, medalista olimpijski (zm. 1964)
- 9 lutego – Marcin Wyród-Przyborowski, polski porucznik, starosta brzeziński (zm. ?)
- 8 lutego – Jan Kazimierz Dorawski, polski lekarz rentgenolog, taternik i alpinista (zm. 1975)
- 13 lutego – Napoleon Kostanecki, polski oficer, kawaler Orderu Virtuti Militari (zm. ?)
- 14 lutego – Stefan Niewiadomski, polski działacz komunistyczny i oficer UB (zm. 1957)
- 15 lutego – Georges Auric francuski kompozytor i krytyk muzyczny (zm. 1983)
- 21 lutego – Aleksander Rombowski, polski pedagog, filolog i historyk (zm. 1965)
- 23 lutego – Erich Kästner, niemiecki pisarz (zm. 1974)
- 26 lutego
  - Albina Balasowa, polska działaczka narodowościowa na Górnym Śląsku (zm. 1977)
  - Kazimierz Marczyński, porucznik Wojska Polskiego, kawaler Virtuti Militari (zm. 1994)
- 2 marca – Helena Bukowska-Szlekys, polska artystka plastyczka, projektantka tkanin, pedagog (zm. 1954)
- 3 marca – Ruth von Ostau, niemiecka poetka, pisarka (zm. 1966)
- 4 marca – Józef Bilewski, polski lekkoatleta, kulomiot i dyskobol, kapitan (zm. 1940)
- 8 marca – Jan Ciecierski, polski aktor (zm. 1987)
- 11 marca – Fryderyk IX Glücksburg, król Danii (zm. 1972)
- 16 marca – Julia Rodzińska, polska dominikanka, męczennica, błogosławiona katolicka (zm. 1945)
- 27 marca – Gloria Swanson, amerykańska aktorka (zm. 1983)
- 28 marca – Jan Budzyński, polski aktor (zm. 1971)
- 29 marca:
  - Ławrientij Beria, radziecki działacz komunistyczny, szef NKWD pochodzenia gruzińskiego (zm. 1953)
  - Juliusz Malewski, polski polityk, poseł na Sejm PRL (zm. 1981)
- 10 kwietnia – Ewa Szelburg-Zarembina, polska pisarka (zm. 1986)
- 11 kwietnia – Clément Dupont, francuski rugbysta, medalista olimpijski (zm. 1993)
- 13 kwietnia:
  - Bolesław Orliński, polski pilot myśliwski i doświadczalny (zm. 1992)
  - Karolina Beylin, polska pisarka, dziennikarka i tłumaczka (zm. 1977)
- 16 kwietnia:
  - Osman Achmatowicz, polski chemik pochodzenia tatarskiego (zm. 1988)
  - Helena Roj-Kozłowska, polska pisarka, koronczarka (zm. 1955)
- 20 kwietnia:
  - Siergiej Aksakow, rosyjski porucznik, kolaborant (zm. 1987)
  - Robert Elter, luksemburski piłkarz (zm. 1991)
  - Guy Herpin, francuski żeglarz, olimpijczyk (zm. 1968)
- 22 kwietnia – Vladimir Nabokov, rosyjski pisarz (zm. 1977)
- 23 kwietnia – Franciszek Sendra Ivars, hiszpański duchowny katolicki, męczennik, błogosławiony (zm. 1936)
- 29 kwietnia – Duke Ellington, afroamerykański pianista i kompozytor (zm. 1974)
- 1 maja – Witold Doroszewski, polski językoznawca, leksykograf (zm. 1976)
- 3 maja:
  - Gordon Apps, brytyjski pilot wojskowy, as myśliwski (zm. 1931)
  - Juliette Compton, amerykańska aktorka (zm. 1989)
  - Tadeusz Franciszek Foryś, polski major saperów, inżynier (zm. 1940)
  - Aline MacMahon, amerykańska aktorka (zm. 1991)
  - Cyril Potter, gujański kompozytor, pedagog (zm. 1981)
  - Paulino Uzcudun, hiszpański bokser narodowości baskijskiej (zm. 1985)
- 5 maja – Paul Barbarin, amerykański perkusista jazzowy (zm. 1969)
- 8 maja – Stanisław Sołtysiak, polski oficer (zm. ?)
- 10 maja:
  - Fred Astaire, amerykański aktor i tancerz (zm. 1987)
  - Jan Grzegorczyk, burmistrz Ozorkowa (zm. 1969)
- 11 maja – Sára Salkaházi, węgierska zakonnica uhonorowana tytułem Sprawiedliwy wśród Narodów Świata, błogosławiona katolicka (zm. 1944)
- 14 maja – Pierre Petiteau, francuski rugbysta, medalista olimpijski (zm. 1974)
- 15 maja – Leonard B. Jordan, amerykański polityk, senator ze stanu Idaho (zm. 1983)
- 19 maja – Adolf Juzof, polski wojskowy, kawaler Orderu Virtuti Militari (zm. 1956)
- 22 maja – Oskar Hammelsbeck, niemiecki pedagog (zm. 1975)
- 24 maja – Henri Michaux, belgijski pisarz, malarz (zm. 1984)
- 5 czerwca:
  - Ernesto Cofiño, gwatemalski lekarz pediatra, Sługa Boży Kościoła katolickiego (zm. 1991)
  - Julius Engelhardt, działacz Świadków Jehowy w Niemczech podczas II wojny światowej, nadzorca produkcji i dystrybucji publikacji biblijnych w okresie zakazu działalności i prześladowań Świadków Jehowy, więzień i ofiara hitleryzmu (zm. 1944)
- 10 czerwca – Leon Józefowski, polski działacz niepodległościowy, kawaler Orderu Virtuti Militari (zm. 1964)
- 11 czerwca – Rudolf Klemens, polski oficer żandarmerii narodowości węgierskiej, kawaler Virtuti Militari (zm. 1986)
- 12 czerwca:
  - Weegee, właściwie Arthur Fellig, amerykański fotograf i dziennikarz (zm. 1968)
  - Anni Albers, amerykańska projektantka tkanin i graficzka (zm. 1994)
- 23 czerwca – Clarence Hammar, szwedzki żeglarz, medalista olimpijski (zm. 1989)
- 26 czerwca – Maria Romanowa, wielka księżna rosyjska, córka ostatniego cesarza Rosji Mikołaja II, zamordowana wraz z rodziną przez Czeka w 1918; święta prawosławna
- 27 czerwca:
  - Piotr Śmietański, polski funkcjonariusz UB, kat (zm. 1950)
  - Juan Trippe, amerykański pionier transportu lotniczego (zm. 1981)
- 8 lipca:
  - Andrzej Osiecimski-Czapski, polski porucznik, hokeista, wioślarz, działacz sportowy (zm. 1976)
  - Trankwilin Ubiarco Robles, meksykański duchowny katolicki, męczennik, święty (zm. 1928)
- 14 lipca – Koço Tashko, albański polityk komunistyczny, dyplomata (zm. 1984)
- 20 lipca:
  - Mieczysław Wojciechowski, polski żołnierz, kwaler orderu Virtuti Militari (zm. 1958)
  - Czesław Wycech, polski działacz ruchu ludowego, polityk, historyk, marszałek Sejmu PRL (zm. 1977)
- 21 lipca – Ernest Hemingway, amerykański pisarz (zm. 1961)
- 23 lipca – Gustav Heinemann, niemiecki polityk, prezydent RFN (zm. 1976)
- 24 lipca – Alice Terry, amerykańska aktorka i reżyserka (zm. 1987)
- 26 lipca – Édouard Bader, francuski rugbysta, medalista olimpijski (zm. 1983)
- 28 lipca – Wawrzyniec Staliński, polski piłkarz, reprezentant Polski (zm. 1985)
- 7 sierpnia – Anna Lacková-Zora, słowacka poetka, pisarka (zm. 1988)
- 13 sierpnia – Alfred Hitchcock, brytyjski reżyser i producent filmowy (zm. 1980)
- 14 sierpnia:
  - Adolphe Bousquet, francuski rugbysta, medalista olimpijski (zm. 1972)
  - Alfons Kotowski, polski major piechoty (zm. 1944)
  - Alma Reville, brytyjska scenarzystka (zm. 1982)
- 15 sierpnia – Franciszek Skibiński, polski generał (zm. 1991)
- 18 sierpnia – Jan Hynek, polski hutnik i działacz komunistyczny (zm. 1973)
- 24 sierpnia – Jorge Luis Borges, argentyński pisarz, poeta i eseista (zm. 1986)
- 2 września – Gunnar Skoglund, szwedzki aktor, reżyser, montażysta i scenarzysta (zm. 1983)
- 8 września – Marian Jankowski, polski duchowny katolicki, biskup pomocniczy siedlecki (zm. 1962)
- 10 września – Antoni Laskowski, polski oficer (zm. 1940)
- 13 września:
  - Corneliu Codreanu, rumuński polityk (zm. 1938)
  - Grzegorz (Peradze), gruziński duchowny, święty prawosławny, teolog, zabity w obozie Auschwitz (zm. 1942)
- 16 września – Marian Ludwik Sochański, polski major artylerii, samorządowiec, starosta powiatu zamojskiego, więzień polityczny (zm. 1954)
- 21 września – Juliusz Paweł Schauder, polski matematyk, przedstawiciel lwowskiej szkoły matematycznej (zm. 1943)
- 28 września – Jerzy Rajmund Vargas González, meksykański męczennik, błogosławiony katolicki (zm. 1927)
- 29 września:
  - Jan Rzepecki, polski oficer, pułkownik, historyk (zm. 1983)
  - Stanisław Wójtowicz, polski polityk, działacz ludowy (zm. 1936)
- 3 października – Gertrude Berg(inne języki), amerykańska aktorka (zm. 1966)
- 4 października:
  - Lou Hunter, amerykański sportowiec, medalista olimpijski (zm. 1984)
  - Franz Jonas, austriacki polityk, prezydent Austrii w latach 1965–1974 (zm. 1974)
  - Antonina Taborowicz, polska lekkoatletka (zm. 1993)
- 5 października – Marcus Wallenberg, szwedzki żeglarz, olimpijczyk (zm. 1982)
- 9 października – Petrus Beukers, holenderski żeglarz, medalista olimpijski (zm. 1981)
- 18 października:
  - Halina Iwańska, tancerka nowoczesna, pedagog tańca (zm. 1975)
  - Aleksandra Mieczkowska-Wichlińska, polska sanitariuszka, pielęgniarka, działaczka społeczna, uczestniczka powstania wielkopolskiego (zm. 1963)
- 19 października – Miguel Ángel Asturias, gwatemalski pisarz i poeta, laureat Nagrody Nobla (zm. 1974)
- 21 października – Karol Kałuża, polski duchowny rzymskokatolicki (zm. 1943)
- 26 października – Nikołaj Skworcow, radziecki polityk (zm. 1974)
- 31 października – August Milde, polski piłkarz (zm. 1970)
- 2 listopada – Rafał Ryżewski, polski działacz niepodległościowy, nauczyciel i oficer (zm. 1963)
- 3 listopada:
  - Stanisław Rochowiak, polski urzędnik, działacz robotniczy i sportowy (zm. 1942)[3]
  - Witold Sulimirski, polski oficer, kawaler Orderu Virtuti Militari (zm. 1920)
- 8 listopada – Jerzy Mieczysław Rytard, pisarz polski, autor utworów głównie o tematyce podhalańskiej i tatrzańskiej (zm. 1970)
- 9 listopada – Stanisław Rybicki, polski działacz społeczny, wojskowy, prezydent Częstochowy (zm. 1980)
- 13 listopada – Tadeusz Kulisiewicz, polski grafik i rysownik (zm. 1988)
- 15 listopada – Jan Lermer, polski oficer i działacz niepodległościowy (zm. 1940)
- 18 listopada – Sten Abel, norweski żeglarz, medalista olimpijski (zm. 1989)
- 20 listopada:
  - Dudley DeGroot, amerykański sportowiec i trener, medalista olimpijski
  - Alicja Jadwiga Kotowska, polska zakonnica, męczennica, błogosławiona Kościoła rzymskokatolickiego (zm. 1939)
  - Feliks Stroiński, polska ofiara represji stalinowskich (zm. 1948)
- 24 listopada – Georg Lindahl, szwedzki żeglarz, olimpijczyk (zm. 1970)
- 25 listopada:
  - Tadeusz Białoszczyński, polski aktor (zm. 1979)
  - Jack Brownlie, nowozelandzki rugbysta (zm. 1972)
- 28 listopada – Gustaw Pokrzywka, polski wojskowy mechanik lotniczy (zm. 1987)
- 29 listopada:
  - Aleksander Kacprzyk, plutonowy Wojska Polskiego, kawaler Orderu Virtuti Militari (zm. 1967)
  - Hryhorij Kosynka (ukr. Григоpій Косинка), ukraiński pisarz i tłumacz, jeden z przedstawicieli rozstrzelanego odrodzenia (zm. 1934)
  - Lucjan Lewandowski, polski malarz (zm. 1964)
  - Emma Morano, włoska superstulatka (zm. 2017)
- 5 grudnia – Bolesław Woytowicz, polski pianista, kompozytor, pedagog (zm. 1980)
- 8 grudnia – François Borde, francuski rugbysta, medalista olimpijski (zm. 1987)
- 9 grudnia – Józef Dionizy Ludwik Padilla Gómez, meksykański męczennik, błogosławiony katolicki (zm. 1927)
- 11 grudnia:
  - Julio de Caro, argentyński muzyk tanga, kompozytor, skrzypek, dyrygent (zm. 1980)
  - Alexander zu Dohna, niemiecki książę, żołnierz (zm. 1997)
  - Edward Toms, brytyjski lekkoatleta, sprinter (zm. 1971)
- 12 grudnia – Richard Hartshorne(inne języki), amerykański geograf (zm. 1992)
- 14 grudnia:
  - Adam Bień, polski prawnik, działacz ruchu ludowego, zastępca Delegata Rządu na Kraj (zm. 1998)
  - Aleksander Brzosko, podporucznik piechoty Wojska Polskiego, kawaler Orderu Virtuti Militari (zm. 1941)
  - Bohumil Morkovsky, czechosłowacki gimnastyk (zm. 1928)
- 15 grudnia:
  - Harold Abrahams, brytyjski lekkoatleta, sprinter (zm. 1978)
  - Euzebia Palomino Yenes, hiszpańska salezjanka, błogosławiona katolicka (zm. 1935)
  - Ada Sadowska, polska artystka radiowa (zm. 1963)
- 20 grudnia – Teresa Grodzińska, polska sanitariuszka-ochotniczka (zm. 1920)
- 22 grudnia – Helena Batylda Charlotta Maria Fryderyka Waldeck-Pyrmont, niemiecka księżniczka (zm. 1948)
- 25 grudnia – Humphrey Bogart, aktor amerykański (zm. 1957)
- 28 grudnia:
  - Arnoud van der Biesen, holenderski żeglarz, medalista olimpijski (zm. 1968)
  - Eugeniusz Bodo, polski aktor (zm. 1943)
- Bohdan Biłynśkyj, ukraiński polityk i działacz spółdzielczy (zm. ?)
- Wincenty Birkenmajer, polski taternik, polonista, nauczyciel gimnazjalny, poeta (zm. 1933)

## Święta ruchome
- Tłusty czwartek: 9 lutego
- Ostatki: 14 lutego
- Popielec: 15 lutego
- Niedziela Palmowa: 26 marca
- Pamiątka śmierci Jezusa Chrystusa: 26 marca
- Wielki Czwartek: 30 marca
- Wielki Piątek: 31 marca
- Wielka Sobota: 1 kwietnia
- Wielkanoc: 2 kwietnia
- Poniedziałek Wielkanocny: 3 kwietnia
- Wniebowstąpienie Pańskie: 11 maja
- Zesłanie Ducha Świętego: 21 maja
- Boże Ciało: 1 czerwca